# Alfonsina Orsini
Pour les articles homonymes, voir Orsini.
Alfonsina Orsini (née en 1472 à Naples et morte le 7 février 1520 à Florence) est une personnalité noble de la Renaissance italienne, apparentée à la famille de Médicis, grand-mère de Catherine de Médicis. 

## Biographie
Fille de Roberto Orsini (vers 1445-1479), comte de Tagliacozzo, et de sa seconde épouse Caterina Sanseverino, Alfonsina Orsini fut, de 1487 à 1503, l'épouse de Pierre II de Médicis (1472–1503), fils de Laurent le Magnifique et de Clarisse Orsini et frère du pape Léon X. À la mort de son fils et de sa belle-fille, elle s'occupe avec sa fille Clarisse de l'éducation de sa petite-fille Catherine de Médicis qui sera reine de France. Elle meurt en 1520.

## Mariage et descendance
Marié à son cousin Pierre II de Médicis, elle eut quatre enfants :
- Laurent (9 septembre 1492 - mort jeune) ;
- Laurent, duc d'Urbin, père de Catherine de Médicis ;
- Clarisse (1489-1528), qui épousa Philippe Strozzi ;
- Côme, mort jeune.